# La trinchera infinita
La trinchera infinita is een Spaanse film uit 2019, geregisseerd door Jon Garaño, Aitor Arregi en Jose Mari Goenaga.

## Verhaal
Het pas getrouwde stel Higinio en Rosa worden geconfronteerd met het uitbreken van de Spaanse Burgeroorlog. Uit angst te worden opgepakt, besluit Higinio met de hulp van zijn vrouw zichzelf schuil te houden in hun eigen huis. Hij beseft dan nog niet dat hij pas in 1969, 33 jaar later, zijn huis weer zal verlaten.

## Rolverdeling
| Acteur              | Personage      |
| ------------------- | -------------- |
| Antonio de la Torre | Higinio        |
| Belén Cuesta        | Rosa           |
| Vicente Vergara     | Gonzalo        |
| José Manuel Poga    | Rodrigo        |
| Emilio Palacios     | Jaime          |
| Adrián Fernández    | Jaime niño     |
| Nacho Fortes        | Enrique        |
| Marco Cáceres       | Juan           |
| Joaquín Gómez       | Padre Higinio  |
| Esperanza Guardado  | Mari Carmen    |
| Antonio Romero      | Fede           |
| Óscar Corrales      | Damián         |
| Enrique Asenjo      | Emilio         |
| Arturo Vargas       | Amante cartero |
| Estefanía Rueda     | Isabel         |

## Ontvangst

### Recensies
Op Rotten Tomatoes geeft 91% van de 23 recensenten de film een positieve recensie, met een gemiddelde score van 7,70/10.

### Prijzen en nominaties
De film won 21 prijzen en werd voor 43 andere genomineerd. Een selectie:
| Jaar | Prijs                                   | Categorie                            | Genomineerde                                                     | Resultaat   |
| ---- | --------------------------------------- | ------------------------------------ | ---------------------------------------------------------------- | ----------- |
| 2019 | San Sebastián (67ste editie)            | Gouden Schelp voor beste film        | La trinchera infinita                                            | Genomineerd |
| 2019 | San Sebastián (67ste editie)            | Zilveren Schelp voor beste regisseur | Aitor Arregi , Jon Garaño, Jose Mari Goenaga                     | Gewonnen    |
| 2019 | San Sebastián (67ste editie)            | Juryprijs voor beste scenario        | Luiso Berdejo, Jose Mari Goenaga                                 | Gewonnen    |
| 2020 | Premios Goya (34ste uitreiking)         | Beste film                           | La trinchera infinita                                            | Genomineerd |
| 2020 | Premios Goya (34ste uitreiking)         | Beste regisseur                      | Aitor Arregi, Jon Garaño, Jose Mari Goenaga                      | Genomineerd |
| 2020 | Premios Goya (34ste uitreiking)         | Beste acteur                         | Antonio de la Torre                                              | Genomineerd |
| 2020 | Premios Goya (34ste uitreiking)         | Beste actrice                        | Belén Cuesta                                                     | Gewonnen    |
| 2020 | Premios Goya (34ste uitreiking)         | Beste debuterend acteur              | Vicente Vergara                                                  | Genomineerd |
| 2020 | Premios Goya (34ste uitreiking)         | Beste origineel scenario             | Jose Mari Goenaga, Luiso Berdejo                                 | Genomineerd |
| 2020 | Premios Goya (34ste uitreiking)         | Beste camerawerk                     | Javier Agirre Erauso                                             | Genomineerd |
| 2020 | Premios Goya (34ste uitreiking)         | Beste montage                        | Laurent Dufreche, Raúl López                                     | Genomineerd |
| 2020 | Premios Goya (34ste uitreiking)         | Beste artdirector                    | Pepe Domínguez                                                   | Genomineerd |
| 2020 | Premios Goya (34ste uitreiking)         | Beste productiemanager               | Ander Sistiaga                                                   | Genomineerd |
| 2020 | Premios Goya (34ste uitreiking)         | Beste geluid                         | Iñaki Díez, Alazne Ameztoy, Xanti Salvador, Nacho Royo-Villanova | Gewonnen    |
| 2020 | Premios Goya (34ste uitreiking)         | Beste speciale effecten              | Jon Serrano, David Heras                                         | Genomineerd |
| 2020 | Premios Goya (34ste uitreiking)         | Beste kostuums                       | Lourdes Fuentes, Saioa Lara                                      | Genomineerd |
| 2020 | Premios Goya (34ste uitreiking)         | Beste grime en haarstijl             | Yolanda Piña, Félix Terrero, Nacho Díaz                          | Genomineerd |
| 2020 | Premios Goya (34ste uitreiking)         | Beste filmmuziek                     | Pascal Gaigne                                                    | Genomineerd |
| 2020 | Europese Filmprijzen (33ste uitreiking) | Beste make-up                        | Yolanda Piña, Félix Terrero, Nacho Diaz                          | Gewonnen    |